# Olindias malayensis
Olindias malayensis es una especie de hidrozoo de la familia Olindiidae.